# Джейнсвилл (город, Миннесота)
Джейнсвилл (англ. Janesville) — город в округе Уосика, штат Миннесота, США. На площади 3,3 км² (3,3 км² — суша, водоёмов нет), согласно переписи 2002 года, проживают 2109 человек. Плотность населения составляет 638,3 чел./км².
- Телефонный код города — 507
- Почтовый индекс — 56048
- FIPS-код города — 27-31706[1]
- GNIS-идентификатор — 0645580[2]